# Kosmos 2277
Kosmos 2277, ruski navigacijski satelit iz programa Kosmos. Vrste je GLONASS (Uragan br. 61L).
Lansiran je 11. travnja 1994. godine u 07:49 s kozmodroma Bajkonura (Tjuratam) u Kazahstanu. Lansiran je u srednje visoku orbitu oko planeta Zemlje raketom nosačem Proton-K/DM-2 8K82K. Orbita mu je 19110 km u perigeju i 19146 km u apogeju. Orbitna inklinacija mu je 64,81°. Spacetrackov kataloški broj je 23045. COSPARova oznaka je 1994-021-C. Zemlju obilazi u 675,65 minuta. Pri lansiranju bio je mase 1400 kg. 

## Vanjske poveznice
- N2YO.com Search Satellite Database
- Celes Trak SATCAT Format Documentation (engl.)
- Kunstman  Arhivirana inačica izvorne stranice od 12. kolovoza 2019. (Wayback Machine) Satellites in Orbit (engl.)